# Piu Xaliu
Piu Xaliu és un joc que es jugava en el segle xix a Menorca, i consta de tres parts: Piu Xaliu, Vola Vola i Tim Tam. Al principi es reunien els membres d'una família al voltant d'una taula. Cada un dels participants col·loca el seu dit índex sobre la taula, i la persona que dirigeix el joc diu "Piu". Els jugadors han d'aixecar el seu dit un instant, per col·locar-lo seguidament tal com es trobava abans. El director de joc segueix dient "Xaliu, xaloc, qui està bé, que no's mog" (qui estigui bé, que no es mogui), fent coincidir l'acció d'aixecar el seu índex amb les darreres paraules formulades. No obstant això, els altres han d'abstenir-se d'imitar el seu moviment, de forma que qui aixequi el dit queda eliminat.
En la segona part, el mestre de cerimònies torna a col·locar el seu dit, juntament amb els jugadors restants, els quals l'hauran de treure successivament només quan es faci referència a animals voladors. Així, qui no compleixi amb aquesta norma, serà eliminat. És clar, doncs, que si el director del joc diu "Vola vola mocador" no haurà de fer-se res, mentre qui si es diu "Vola vola ocell" sí que haurà d'aixecar-se el dit.
Al final quedarà un nombre de jugadors que seguiran actius, amb la qual cosa es donarà començament a la tercera fase, en la que consisteix pròpiament el joc, sota la direcció del mateix mestre de cerimònies. Aquest efectua un senyal a l'esquena dels jugadors, al mateix temps que diu:

"Tim tam.
Guerra dam.
Estisoretes.
Bon panxó.
Ui de bou.
Tayadó.
Ma plana.
Pota d'aze.
Que vols?"

Si el preguntat no encerta amb el senyal, es repeteix aquesta fins que algú ho encerti, i dirà:
"Estisoreta quesis dit.
San Pere hauria texid.
Emb es cavallet a n'es did.
Tim tam."
Seguint-se així fins que tots hagin encertat amb el senyal que se l'hi hagués fet a l'esquena. Si es desitja continuar el joc, aquest s'inicia un cop més amb Piu Xaliu.